# Pays-Bas au Concours Eurovision de la chanson 2023
Les Pays-Bas sont l'un des trente-sept pays participants du Concours Eurovision de la chanson 2023, qui se déroule à Liverpool au Royaume-Uni. Le pays est représenté par Mia Nicolai et Dion Cooper, sélectionnés en interne par le diffuseur AVROTROS, avec la chanson Burning Daylight. Le pays se classe 13e avec 7 points en demi-finale, ne parvenant pas à se qualifier pour la finale.

## Sélection
Le diffuseur néerlandais AVROTROS confirme sa participation à l'Eurovision 2023 le 16 mai 2022, ouvrant dès lors son recours la période de dépôt des candidatures et ce jusqu'au 31 août 2022. Un comité de sélection détermine les représentants du pays parmi près de 400 candidatures reçues. Ce comité est composé de Eric van Stade, directeur général d'AVROTROS ; Cornald Maas et Jan Smit, commentateurs de l'Eurovision pour les Pays-Bas ; Sander Lantinga, Hila Noorzai et Carolien Borgers, DJ radio.
Le 17 octobre 2022, le diffuseur annonce que le pays sera représenté par Mia Nicolai et Dion Cooper. Leur chanson, intitulée Burning Daylight , sort le 1er mars 2023,.

## À l'Eurovision
À l'Eurovision, les Pays-Bas participent à la seconde demi-finale, le jeudi 11 mai. Y recevant 7 points, le pays se classe 13e et ne parvient pas à se qualifier en finale.